# Irene Ruiz
Irene Ruiz es una actriz española. 
Es licenciada en Historia del Arte por la Universidad Complutense de Madrid y diplomada en Arte Dramático por el Laboratorio de Teatro William Layton. Completa y amplía su formación en centros como el Teatro de La Abadía, el Centro Dramático Nacional o Michael Chekhov Studio London (Reino Unido), y con diversos profesionales y maestros de voz, cuerpo e interpretación.
Comenzó su actividad profesional en el año 2005 con Esperando a Godot y desde entonces ha trabajado en numerosos montajes. Entre ellos, El avaro de Molière, dirigido por Jorge Lavelli y producida por el Centro Dramático Nacional y Galiardo Producciones, con temporada en Madrid y gira nacional e internacional. Algunos de sus últimos trabajos teatrales han sido La ciudad oscura (Centro Dramático Nacional), Las Cervantas (Matadero, Naves del Español), Furiosa Escandinavia, obra de Antonio Rojano (Premio Lope de Vega) dirigida por Víctor Velasco para el Teatro Español, Atlántida de Los Bárbaros (Naves del Matadero) y Catástrofe de Antonio Rojano (Sala Cuarta Pared), candidata a los Premios Max 2019 como Mejor Espectáculo Revelación.
Además de su trabajo en teatro, ha participado en series de televisión como Mesa para cinco, Con el culo al aire, Ciega a citas, Velvet, Olmos y Robles, y Amar es para siempre, dando vida a Brigitte. En 2015 entró a formar parte del reparto de la serie para TVE, Carlos, Rey Emperador, donde interpretó a María Pacheco, la Leona de Castilla. En 2016, Cordelias, cortometraje dirigido por Gracia Querejeta en el que participa como actriz, fue nominado a los Premios Goya como Mejor Cortometraje de Ficción. 
En 2018 estrenó Ana de día, de Andrea Jaurrieta, en la Sección Oficial del Festival de Cine de Málaga. En 2019 volvió al Festival de Cine de Málaga para presentar, en la Sección ZonaZine, El increíble finde menguante, ópera prima de Jon Mikel Caballero.